# رينين
الرينين (بالإنجليزية: Renin)‏ إنزيم يجري في الدم يُفرز من الكلى (وتحديداً الخلايا المجاورة للكبيبات) يساهم في رفع ضغط الدم وهو جزء من نظام الرينين-أنجيوتنسين الذي يلعب دوراً في تقليص الشرايين واحتباس الماء وايون الصوديوم مما يؤدي إلى رفع الضغط الشرياني. يقوم إنزيم الرنين بشطر (بالإنجليزية: Cleavage)‏ إنزيم الأنجيوتنسوجين المفرز من الكبد ليتحول إلى أنجيوتنسين. مثبطات الرنين تستخدم كعلاج لخفض ضغط الدم.
وهو أنزيم تصنعه الكليتان ويقوم بتحليل (تكسير) البروتينات، ومن بينها بروتين خاص يسمى الأنجيوتنسينوجين (أو مولد الأنجيوتنسين) مصدره الرئيسي الكبد وهو موجود في الدم. ويحول الرينين هذا البروتين (الأنجيوتنسينوجين) المكون من عدد كبير من الأحماض الأمينية إلى بروتين مكون من عشرة أحماض أمينية يعرف باسم: الأنجيوتنسين I (الأنجيوتنسين رقم واحد)، وهو ذا فاعلية محدودة (أي لا يبقى لوقت طويل) حيث سرعان ما يتحول أنجيوتنسين I إلى أنجيوتنسين II (الأنجيوتنسين رقم 2) بواسطة الإنزيم المحول للأنجيوتنسين. ويعتبر الأنجيوتنسين II (وهو بروتين مكون من ثمانية أحماض أمينية) ذا فاعلية شديدة، حيث يعد من أقوى المقبضات الوعائية،
- حيث يقوم بتأثير مباشر على الأوعية الدموية فيسبب انقباضها وتضيقها.
- كذلك يزيد من نشاط الجهاز العصبي الودي،
- يؤثر على قشر الكظر فيسبب إفراز هرمون يدعى الألدستيرون الذي ينظم تركيز أيونات الصوديوم والبوتاسيوم في الدم حيث يقوم الألديستيرون بحجز الصوديوم (الملح) داخل الجسم.
- كما يؤثر الأنجيوتنسين رقم 2 تأثيراً مباشراً على الجهاز العصبي المركزي، فيزيد من الشعور بالعطش، ويزيد إفراز الهرمون المضاد لإدرار البول (ADH) المختص بحجز الماء في الجسم.

وبالمحصلة فإن تأثير الأنجيوتنسين رقم 2 يؤدي إلى ارتفاع ضغط الدم وذلك عن طريق زيادة مقاومة الشرايين الطرفية لتدفق الجسم، وزيادة كمية السوائل في الجسم. ومن ذلك يتضح أهمية نظام الرينين-أنجيوتنسين كأحد الأنظمة الرئيسية المختصة بالاحتفاظ بضغط الدم عند حدوده الطبيعية في حالات فقدان الجسم للسوائل والملح. وبالإضافة إلى الأثر العام لجهاز الرينين-أنجيوتنسين الجاري في الدم (مصدره الرئيسي الكليتان)، يقوم عدد من أجهزة الجسم بشكل تلقائي بتصنيع احتياجاته من بروتين الأنجيوتنسن رقم 2 الفاعلة التي تعمل على تنظيم تدفق الدم موضعياً.
وقد أصبح نظام الرينين-أنجيوتنسين الهام بشقيه العام والمحلي محط اهتمام العلماء، وتم اكتشاف اختلال في عدد الموراث (الجسنات) التي تتحكم في إنتاج مكوناته المختلفة عند مرضى ضغط الدم المرتفع. ومن الجدير بالذكر أن العديد م نالأدوية الحديثة الفعالة في علاج ضغط الدم المرتفع تعتمد في تأثيرها عل تثبيط فاعلية هذا الجهاز، ومن ثم الإقلال من إنتاج بروتين الأنجبوتنين رقم 2 أو منع وصولها إلة مستقبلاتها في جدران الأوعية الدموية، مما يؤدي إلى انخفاض ضغط الدم.